# Ла-Форь-дю-Тампль
Ла-Форе-дю-Тампль (фр. La Forêt-du-Temple, окс. La Forest dau Temple) — коммуна во Франции, находится в регионе Лимузен. Департамент коммуны — Крёз. Входит в состав кантона Бонна. Округ коммуны — Гере.
Код INSEE коммуны — 23084.

## Население
Население коммуны на 2010 год составляло 145 человек.
| 1962 | 1968 | 1975 | 1982 | 1990 | 1999 | 2010 |
| ---- | ---- | ---- | ---- | ---- | ---- | ---- |
| 358  | 337  | 264  | 190  | 163  | 151  | 145  |

## Экономика
В 2010 году среди 92 человек трудоспособного возраста (15—64 лет) 63 были экономически активными, 29 — неактивными (показатель активности — 68,5 %, в 1999 году было 73,1 %). Из 63 активных жителей работали 57 человек (29 мужчин и 28 женщин), безработных было 6 (3 мужчин и 3 женщины). Среди 29 неактивных 3 человека были учениками или студентами, 20 — пенсионерами, 6 были неактивными по другим причинам.